# Sarsko
Sarsko este o localitate din comuna Ig, Slovenia, cu o populație de 46 de locuitori.